# 丹後國
丹後國（日语：〔〕／ Tangonokuni */?），日本古代的令制國之一，屬山陰道，又稱丹州、北丹。丹後國的領域大約為現在京都府的北部。

## 郡
- 加佐郡
- 與謝郡
- 中郡
- 竹野郡
- 熊野郡

## 相關項目
- 日本令制國列表
- 京都丹後鐵道
- 京丹後市
- 丹後號戰艦